# Leichenfunde von Hannover
Die Leichenfunde von Hannover sind ein ungelöster Kriminalfall der deutschen Kriminalgeschichte. In den 1970er Jahren wurden in Hannover und Umgebung Leichenteile von mindestens vier Frauen und zwei Männern gefunden. Keine dieser Personen konnte identifiziert werden. Der bis heute ungeklärte Kriminalfall wurde von der Presse dem „Sägemörder von Hannover“ zugeschrieben. Die „Soko Torso“ der hannoverschen Polizei unter der Leitung von Kommissar Günter Nowatius war damals mit den Ermittlungen betraut.

## Leichenfunde
In den Jahren 1975 bis 1977 wurden insgesamt 13 Leichenteile gefunden, darunter ein abgetrennter Unterarm am Kraftwerk, ein Unterkörper im Stadtwald und ein Torso an einem Feldweg.
- Am 26. September 1975 wurde am Wasserkraftwerk[2] Schneller Graben, Nähe Maschsee, die erste Leiche der Serie[3] gefunden. Der Rumpf einer jungen Frau wurde von einem Arbeiter aufgefunden.[4] Die Brüste der Toten waren abgetrennt und der Unterleib ausgeräumt. Die Leiche musste etwa 10 bis 14 Tage im Wasser gelegen haben. Die Frau war ca. 23 bis 25 Jahre alt und 155 Zentimeter groß. Sie hatte eine Narbe im Bauchbereich und hatte mindestens ein Kind ausgetragen. Die Leiche war mit einer auffallenden Dekorationskordel zusammengeschnürt worden. Die Sonderkommission bezeichnete den Fund als Torso 1;[3] vermutlich mit einer Säge (Kreis- oder Bandsäge[2]) oder einem Scharfen Löffel waren Arme und Beine der Frau abgetrennt worden. Trotz Fingerabdrücken konnte das Opfer nicht identifiziert[4] werden.
- Im Zeitraum vom 21. bis zum 28. Februar 1976 wurden zwei Oberkörperhälften und ein Bein einer ca. 25-jährigen und ca. 170 Zentimeter großen Frau gefunden. Der Todeszeitpunkt musste zwei bis drei Wochen vor Auffinden der Leichenteile eingetreten sein. Die beiden Thoraxhälften[3] wurden zwischen parkenden Autos am hannoverschen Funkhaus entdeckt. Das Bein fanden Schülerinnen einer Mädchenschule in der Bonner Straße[2] in einem Müllcontainer.[3] Andere Leichenteile schwammen in der Leine[3] am Rudolf-von-Bennigsen-Ufer[2] oder wurden in der Nähe des Maschsees[4] gefunden.
- In der Zeit vom 28. Mai bis zum 11. Juni 1977 wurden am Wasserkraftwerk Schneller Graben[2] jeweils an Wochenenden[2] sechs Leichenteile eines jungen Mannes gefunden. Das Opfer war schätzungsweise 17 bis 18 Jahre alt und 170 Zentimeter groß. Am Oberkörper trug es die Tätowierung eines Eisernen Kreuzes.
- Am 5. Juni 1977 wurde, wieder am Wasserkraftwerk „Am schnellen Graben“,[2] der Arm eines etwa 50-jährigen Mannes  gefunden.
- Am 10. Juli 1977  wurde im Stadtpark Eilenriede von einer Spaziergängerin der Unterkörper einer Frau gefunden.[3] Die Tote war mindestens 40 Jahre alt und ca. 150 bis 160 Zentimeter groß gewesen, hatte Schuhgröße 36, eine Blinddarmoperation gehabt, mindestens ein Kind ausgetragen und unter Arteriosklerose gelitten. Der Unterkörper war mit einer Maschinensäge abgetrennt worden. Die Funde von 1977 gaben nach Auffassung der Gerichtsmedizin Sicherheit darüber, dass diese Opfer mit Gewalt ums Leben[4] gekommen sein mussten.
- Am 18. Dezember 1977 fand auf einem Feldweg bei Hannover[2] der letzte Leichenfund der Serie statt. Der Oberkörper einer 50- bis 60-jährigen Frau, der in eine alte Baumwolldecke[2] eingewickelt war, wies Würgemale am Hals auf, Arme und Beine waren abgetrennt. Die Frau war zwischen 160 und 170 Zentimetern groß gewesen und hatte ebenfalls eine Blinddarmoperation gehabt und mindestens ein Kind ausgetragen. Eine Autopsie ergab, dass ihr Tod durch Ersticken eintrat.[2]

## Ermittlungen
Zu dem gemeinsamen Muster aller Leichenfunde gehört, dass sich bei den meisten Opfern die Todesursache nicht bestimmen ließ. Sie waren bei der Entdeckung erst kurze Zeit tot und wurden mit einer Säge zerteilt. Der Verbleib der Restkörper blieb unbekannt. Die Leichenteile wurden immer an einem Samstag an auffälligen Orten abgelegt, so dass sie mit hoher Wahrscheinlichkeit von Spaziergängern gefunden werden konnten. Laut Kriminalhauptkommissar Günter Nowatius waren die Ermittlungsarbeiten durch die Tatsachen, dass die Polizei „keinen Tatort, keine Tatzeit, keinen Täter und keine Identität der Opfer“ hatte und die elf einzelnen Leichenteile erst einmal anatomisch den sechs Opfern zugeordnet werden mussten, erschwert worden. Nach Ansicht der Soko „Torso“ musste der Täter nicht einmal über profunde anatomische Kenntnisse verfügt haben, die Schnitte, mit denen die Gelenke durchtrennt worden waren, hätten auch von einem Metzger durchgeführt werden können. Auffallend sei, dass der Täter keinerlei Bestrebungen habe, die Leichenteile seiner Opfer zu verbergen, sondern sie sogar mit einer gewissen „exhibitionistischen Tendenz“ im Umkreis von zwei Kilometern um den stadtnahen Maschsee deponiert habe, in dessen Nähe sich auch das Polizeipräsidium Hannover befindet.
Das größte Hindernis der Ermittlungsarbeiten stellte die Tatsache dar, dass die Identität keines der Opfer ermittelt werden konnte. Nach Auffassung von Nowatius hätte der Täter andernfalls „kaum noch eine Chance, unentdeckt zu bleiben“, gehabt. Die Täter-Opfer-Beziehungen blieben weiterhin eine unbekannte Größe. Nachforschungen in Leichenschauhäusern, Befragungen von Bestattern und der systematische Abgleich von Vermisstenmeldungen brachten keinerlei Spur. Es wurde keine Person vermisst, zu der die Körperteile gepasst hätten.
Ein mögliches Motiv könnte die Absicht sein, die Einwohner Hannovers in Angst und Panik zu versetzen. Der Kriminalist Stephan Harbort vermutete, dass es sich bei dieser Person um einen „hochpathologischen“ Täter handelte. Die Polizei nahm an, dass der Täter wochentags einer Beschäftigung nachging und die Leichen in der Zwischenzeit kühl lagern musste, um sie dann am Wochenende mit einem PKW zu transportieren und an auffälligen Plätzen mit möglichst viel Publikumsverkehr zu drapieren.
Der Fall erregte nach Ausstrahlung der Sendung Aktenzeichen XY … ungelöst ein sehr starkes Zuschauerinteresse und bewirkte eine hohe Beteiligung des Publikums. Der Umstand, dass die Serientat 1977 ihr abruptes Ende fand, könnte damit zu tun haben, dass der Täter seinen Wohnsitz wechselte, wegen eines anderen Deliktes eine Strafe in einer Justizvollzugsanstalt absitzen musste oder verstarb.

## Ähnliche neuere Fälle
Über 20 Jahre später, im Jahr 1999, gewann der Fall wieder an Aktualität, als in Isenbüttel ein weiblicher Torso gefunden wurde. Dieser Leichenfund führte auf die Spur des ehemaligen Schlachterlehrlings Olaf Weinert aus Walkenried, welcher diesen Mord  gestand. Beim Opfer des Mordes handelte sich um eine Rentnerin aus Celle, die von ihm getötet und zerstückelt worden war.  Eine Verbindung zu den Leichenfunden aus den 1970er Jahren konnte jedoch nicht hergestellt werden.
Im Herbst 2012 ereignete sich ein ähnlich gelagerter Fall, bei dem der Täter Alexander K. in der Presse als „Maschsee-Mörder“ bezeichnet wurde. Auch hier wurde das Opfer zerstückelt. Die Polizei überführte den 25-jährigen Gewalttäter, der dann in die Psychiatrie eingewiesen wurde. Das Motiv, eine 44-jährige Prostituierte zu ermorden, war Mordlust gewesen. Andrea B. war vermutlich ein Zufallsopfer gewesen.